# Sulcia occulta
Espèce
Synonymes
- Sulcia orientalis occulta Kratochvíl, 1938

Sulcia occulta est une espèce d'araignées aranéomorphes de la famille des Leptonetidae.

## Distribution
Cette espèce est endémique de Bosnie-Herzégovine. Elle se rencontre dans les environs de Sedlari à Trebinje.

## Publication originale
- Kratochvíl, 1938 : Étude sur les araignées cavernicoles du genre Sulcia nov. gen. Práce Moravské prírodovedecké spolecnosti, vol. 11, no 3, p. 1-25.